# Apeadero de Borgal
El Apeadero de Borgal fue una plataforma ferroviaria de la Línea del Algarve, que servía a la zona de Biogal, en el ayuntamiento de Faro, en Portugal.

## Historia
El tramo entre Amoreiras-Odemira y Faro, donde se encontraba este apeadero, fue inaugurado el 1 de julio de 1889.